# La Conjura Sixtina
La conjura Sixtina (Sixtinische Verschwörung) es una novela escrita por Philipp Vandenberg publicada en 2005.

## Sinopsis
Mientras se limpiaban los frescos de los techos de la capilla Sixtina, los restauradores descubren que ciertas partes de la obra están marcadas con letras que aparentemente no tienen ningún sentido, y los estudios que realizan los expertos no arrojan ningún resultado. En cambio, el cardenal Jellinek inicia una investigación que dará con una clave secreta que presenta a Miguel Ángel como un enemigo impenitente de la Iglesia. La pista le conduce hasta El libro de Jeremías, un documento olvidado que revela aspectos sobre la resurrección de Jesús que pueden hacer tambalear los cimientos de la fe cristiana.

## Personajes
- Giuliano Cascone: Cardenal secretario de Estado y prefecto del Consejo para los Asuntos Píblicos de la Iglesia.
- Joseph Jellinek: Prefecto de la Sagrada Congregación para la Doctrina de la Fe.
- Giuseppe Bellini: Prefecto de la Sagrada Congregación para los Sacramentos y el Culto Divino.
- Frantisek Kolletzki: Vicesecretario de la Sagrada Congregación para la Educación Católica y rector del Collegium Teutonicum.

- Datos: Q5962985